# Parque nacional de Banke
El Parque nacional de Banke ( en nepalí: बाँके राष्ट्रिय निकुञ्ज) es un área protegida que se encuentra en la Región del Medio Oeste del país asiático de Nepal y fue establecida en 2010 como el décimo parque nacional de Nepal. El área protegida abarca una superficie de 550 kilómetros cuadrados (210 millas cuadradas) con la mayor parte de su superficie incluida en la cordillera de Churia. El parque está rodeado por una zona de amortiguación de 344 kilómetros cuadrados (133 millas cuadradas) en los distritos de Banke, Dang y Salyan.
Junto con el vecino parque nacional de Bardia, el área protegida coherente es de 1518 kilómetros cuadrados (586 millas cuadradas) representa la Unidad de Conservación del Tigre (TCU) Bardia-Banke.